# Retrat de dues nenes
Retrat de dues nenes (Portrait de deux fillettes) és un quadre de Pierre-Auguste Renoir dels anys 1890-1892 i dipositat al Museu de l'Orangerie de París. En el decurs dels anys 1890, Renoir pintà nombrosos retrats dobles de nenes o de noies fent alguna tasca juntes: llegint, xerrant, collint flors, tocant el piano... Les dues nenes representades ací apareixen en diverses d'aquestes obres, entre elles la versió de les Noies al piano de la col·lecció Walter-Guillaume.